# チクチワワ
『チクチワワ』は、みずしな孝之による日本の4コマ漫画作品、およびその漫画に登場する動物の品種。『まんがくらぶオリジナル』（竹書房）に連載されていた。単行本は全1巻。
オデオン島に生息する架空の動物・チクチワワのチクから見た世界が描かれている。

## 登場キャラクター
オデオン島に生息する種族はおでん種と実在する動物を組み合わせてデザインされている。
チク
チクチワワ（ちくわ+チワワ）。
主人公。オデオン島最強の男になるべく修行している（ただし本人はあまり乗り気ではなくクク師匠やレンチに言われて仕方なくやっている）。
ココ（ナタリー・サルバトーレ）
オデオン島に漂着した人間の女性。記憶喪失で自分の名前もわからなかったため、衣服代わりに身にまとったココンブ（昆布に似た海藻）にちなんでココと呼ばれている。
物語終盤で本名および有名な学者であることが明かされたが、本人がそれを知ったのは最終コマである。
クク
チクチワワ。
チクの師匠で武術の達人。島内ではガガンモに次ぐ長老であり、最終回でオデオン島の秘密を明かした。
ギンジ
ハンペンギン（はんぺん+ペンギン）。
オデオン島最強のオカマ。嵐で飛ばされて行方不明になるが、帆船を手に入れて自力で帰還する。
ネガ
マキトガリネズミ（ごぼう巻き+トガリネズミ）。
極端なマイナス思考の持ち主。いつもぶつぶつと独り言を言っている。
ガガンモ
ガンモガメ（がんもどき+亀）。
オデオン島の長老。若い頃人間に会ったことがある。
モモンモ
ガンモガメ。
ガガンモ長老の孫娘。予知能力がある。
レンチ
フレンチクワブルドッグ（ちくわぶ+フレンチ・ブルドッグ）。
怖い顔をしているが女の子。自称チクの婚約者。
シラタクラゲ
しらたき+クラゲ。
ゴムのように伸びる長い触手を持ち、手の無いチク達に代わって食べ物を取ってあげたりする。言葉は話せないが感情は持っており、チクに酷使されてキレたこともある。
単行本のキャラクター紹介には個体名が載っているが、作中でその名で呼ばれたことはない。

## 書誌情報
- みずしな孝之 『チクチワワ』竹書房〈バンブーコミックス〉、2005年7月7日発売、ISBN 4-8124-6208-8